# Suvodol (miasto Smederevo)
Suvodol (cyr. Суводол) – wieś w Serbii, w okręgu podunajskim, w mieście Smederevo. W 2011 roku liczyła 788 mieszkańców.